# Bouquetins
Bouquetins är en bergstopp i Schweiz.   Den ligger i distriktet Hérens och kantonen Valais, i den södra delen av landet, 110 km söder om huvudstaden Bern. Toppen på Bouquetins är 3 838 meter över havet, eller 485 meter över den omgivande terrängen. Bredden vid basen är 3,0 km.
Terrängen runt Bouquetins är huvudsakligen bergig. Runt Bouquetins är det mycket glesbefolkat, med 2 invånare per kvadratkilometer.. Närmaste större samhälle är Zermatt, 16,3 km öster om Bouquetins. 
Trakten runt Bouquetins består i huvudsak av gräsmarker.